# BlackBerry

Logotipo da BlackBerry

BlackBerry foi uma linha de smartphones e tablets criada pela empresa canadense BlackBerry (antiga Research in Motion). Tais aparelhos são conhecidos por serem focados no mercado corporativo, possuindo funções que permitem a produção de conteúdo profissional em qualquer lugar.
A Blackberry desenvolveu um smartphone com a plataforma Android, procurando aumentar sua participação no mercado de smartphones do mundo. O lançamento do telemóvel foi no dia 6 de Novembro de 2015, nos Estados Unidos, pelo valor de US$ 699,00.
Em 2016, foi anunciado que a BlackBerry deixou de fabricar smartphones. A produtora de telemóveis passou a produção dos equipamentos para as mãos de parceiros internacionais, permitindo focar todas as suas atenções no desenvolvimento de software.

## Smartphones

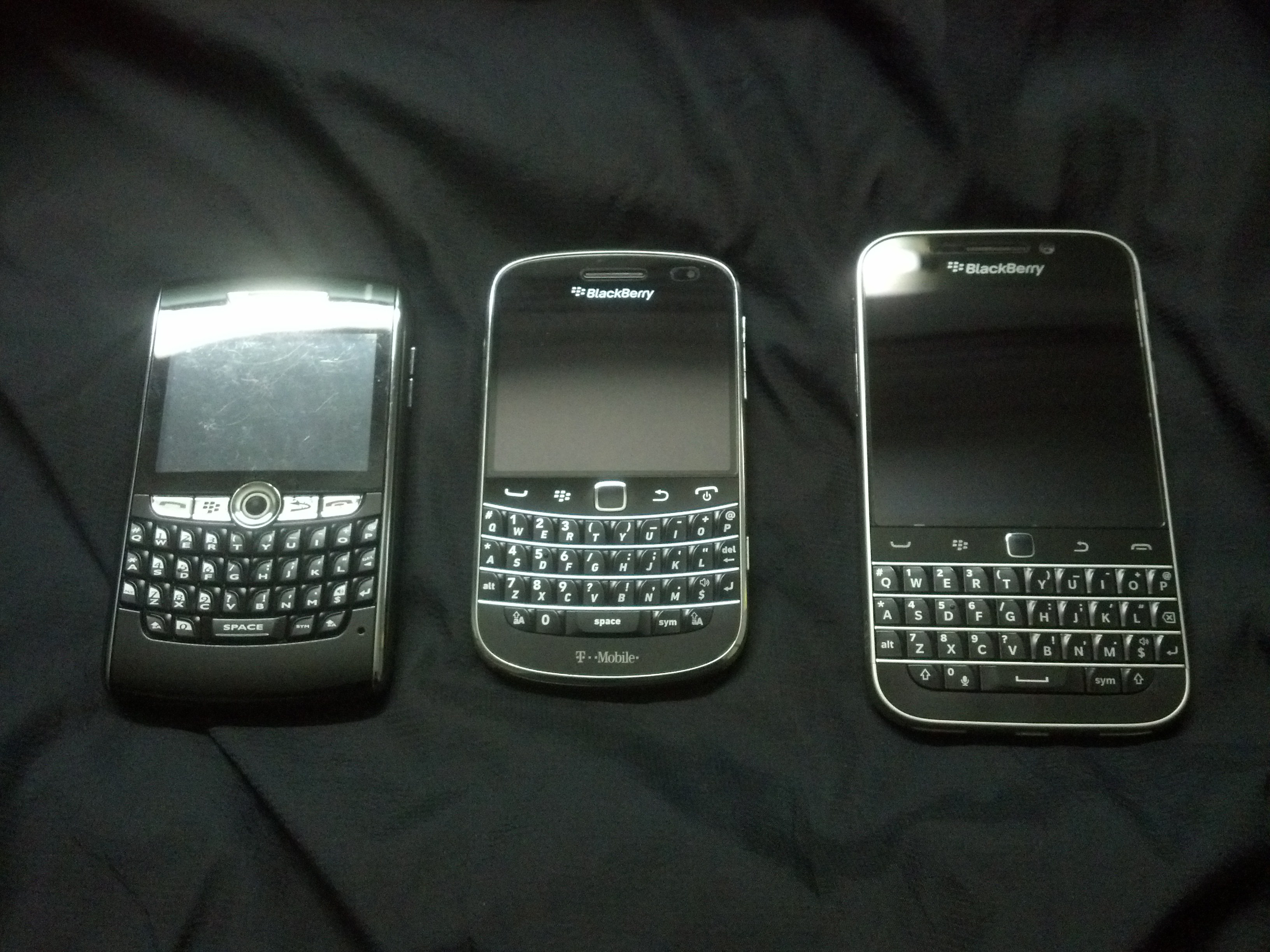
Smartphones da BlackBerry.

Os smartphones BlackBerry possuiam um sistema operacional próprio chamado BlackBerry OS (cuja última versão estável foi a 10.3.1). Eram muito utilizados por empresas e seus funcionários, pois eram considerados seguros. Suas funções variam de acordo com cada modelo. É característico dos smartphones dessa linha a presença de um trackpad (ou trackball) e um teclado QWERTY como forma de comandar o sistema operacional.
A Blackberry lançou, em Junho de 2016, um smartphone que roda o sistema Android. O objetivo da empresa é buscar a vice-liderança de mercado no país norte-americano.
Um BlackBerry em sua essência possui ferramentas de edição de documentos Microsoft PowerPoint e Microsoft Word, um cliente de e-mail nativo e integrado ao sistema, navegador da internet, BlackBerry Messenger (BBM), e recursos multimídia.  
Os modelos disponíveis no mercado dividiam-se em três famílias:
- BlackBerry Bold™: 9930; 9900 e 9790
- BlackBerry Torch™: 9860; 9850 e 9810
- BlackBerry Curve™: 9310; 9370; 9360; 9350; 9330; 9320; 9300; 8530; 8520 e 8350i

## Tablet
O BlackBerry PlayBook foi o primeiro tablet lançado pela Research in Motion (RIM).
O Aparelho destacava-se pela funcionalidade multitask (possibilidade de lidar com vários aplicativos em execução ao mesmo tempo) e a capacidade de abrir páginas da internet em versão integral, suporte ao Adobe Flash Player e HTML5. O  PlayBook conta com acesso a aplicativos empresariais e ferramentas de produtividade, roda aplicativos escritos na plataforma Adobe Air, HTML5, Java e Android com versão até 2.3(Gingerbread). Seu sistema operacional é de código fechado e foi desenvolvido com base no QNX Neutrino, sendo chamado BlackBerry Tablet OS.
Um detalhe interessante: o aparelho não possuia botões na parte frontal, utilizando gestos a partir da borda sensível ao toque como comandos para operar o sistema.

## BlackBerry Bridge
Com o Blackberry Bridge tornava-se possível a conexão entre um smartphone Blackberry (desde que rode Blackberry OS 5 ou superior) e o tablet BlackBerry PlayBook™ permitindo o acesso aos calendários e e-mails do smartphone, BlackBerry Messenger, arquivos e outros dados diretamente do tablet. Uma vez conectado, você também pode usar seu smartphone como um controle remoto sem fio para seu tablet e também navegar no PlayBook™ usando a conexão do smartphone com a Internet. O Blackberry Bridge utiliza a tecnologia Bluetooth (ou Wi-fi a partir da versão 2.1.0 do BlackBerry Tablet OS).

## BlackBerry
O BlackBerry 10 (BB10) era um sistema operacional móvel originalmente chamado de BBX baseado no sistema operacional QNX (que foi comprado pela RIM em Abril de 2010)  lançado  no dia 30 de janeiro de 2013. A plataforma deve esta presente nos novos smartphones e tablets que foram lançados pela RIM. O sistema tem como objetivo ser "integrado, social e bonito".
Assim como no BlackBerry Tablet OS, são suportados pelo BB10 aplicativos escritos na plataforma Adobe Air, HTML5, Java e Android, também há possibilidade de conversão de aplicativos do iOS.

## BlackBerry Messenger
O BlackBerry Messenger (BBM) era um serviço de mensagens instantâneas disponível somente para usuários de aparelhos BlackBerry porém está em fase de testes no Android, Windows Phone e iOS. Seu funcionamento é simples e consiste em transmitir mensagens em tempo real entre dois aparelhos BlackBerry através da internet (seja ela Wi-Fi ou 3G). A identificação dos usuários é feita através do BlackBerry PIN, um código único para cada aparelho BlackBerry ou um endereço BlackBerry ID.
Recentemente, o BBM recebeu atualizações e agora é capaz de realizar chamadas de voz entre telefones BlackBerry gratuitamente através de uma conexão com a internet Wi-Fi (redes 3G não são suportadas pois de acordo com a RIM, esta foi uma forma de não prejudicar as operadoras de telefonia móvel). Futuramente acredita-se que o BBM seja capaz de realizar chamadas de vídeo a partir de dispositivos com o sistema operacional BlackBerry 10.

## O regresso ao mercado dos smartphones
A BlackBerry anunciou o seu regresso ao mercado dos smartphones para 2021. Para isso, estabeleceu uma parceria com as empresas OnwardMobility e FIH Mobile Limited para desenvolvimento de um smartphone com conectividade 5G, teclado Qwerty e foco na segurança.
Embora ainda não haja uma previsão para o lançamento deste novo modelo, sabe-se que está a ser desenvolvido para o mercado europeu e americano.

## Encerramento das operações com dispositivos físicos
Em 4 de janeiro de 2022, a BlackBerry encerrou o suporte aos seus dispositivos eletrônicos e passou a focar no desenvolvimento de soluções de software para segurança corporativa e cibersegurança.